# Stacy Cruz
Stacy Cruz (República Checa, 24 de marzo de 1999) es una actriz pornográfica checa.

## Biografía
En 2017, entró en la industria del porno a los 18 años. Ha filmado para una variedad de estudios y sitios europeos, incluidos Fake Hub, Nubile Films, Hunt4K, Tushy, Private, Vixen, entre otros. El rodaje de escenas incluye diferentes categorías, desde la masturbación hasta el sexo anal. Ha aparecido en más de trescientas películas.

## Premios y nominaciones
| Año  | Ceremonia          | Resultado | Premio                                               |
| ---- | ------------------ | --------- | ---------------------------------------------------- |
| 2019 | Premio XBIZ Europa | Nominada  | Mejor actriz revelación                              |
| 2020 | Premios AVN        | Nominada  | Mejor escena de sexo grupal con filmación extranjera |
| 2020 | Premio XBIZ Europa | Nominada  | Artista femenina del año                             |
| 2021 | Premios AVN        | Nominada  | Mejor escena de sexo grupal con filmación extranjera |
| 2021 | Premio XBIZ Europa | Nominada  | Artista femenina del año                             |